# Pulmonaire molle
Pulmonaria mollis
Espèce
La Pulmonaire molle (Pulmonaria mollis) est une espèce de plantes de la famille des Boraginacées.